# حسن‌آباد (خانوک)
حسن‌آباد روستایی در دهستان خانوک بخش مرکزی شهرستان زرند استان کرمان ایران است.

## جمعیت
بر پایه سرشماری عمومی نفوس و مسکن در سال ۱۳۹۵ جمعیت این روستا ۵۶ نفر (۱۴خانوار) بوده‌است.